# Giuliano Terraneo
Giuliano Terraneo (Briosco, 16 ottobre 1953) è un dirigente sportivo ed ex calciatore italiano, di ruolo portiere.

## Carriera

### Giocatore
Cresce nelle giovanili del Seregno prima e del Monza dopo. Il suo esordio in Serie C risale alla stagione 1974-1975 con i viscontei, con i quali nell'annata seguente guadagna la promozione in Serie B. Nel 1977 passa al Torino, formazione con la quale disputa 7 campionati di Serie A. Il suo esordio nella massima categoria risale all'11 dicembre 1977, nel derby contro la Juventus (0-0).

Terraneo al Milan nella stagione 1984-1985

Dal 1984 al 1986 difende la porta del Milan, prima di passare alla Lazio nel campionato di Serie B 1986-1987, al termine del quale la squadra capitolina scampa a una possibile retrocessione in Serie C1 solo agli spareggi, durante i quali Terraneo è protagonista.
A fine stagione il portiere lombardo viene chiamato a sostenere un provino in Inghilterra, al Manchester Utd di Alex Ferguson, raccomandato dall'ex compagno in rossonero Ray Wilkins; l'esito è positivo, ma lui rinuncia per ragioni economiche.
Chiude quindi la sua carriera nel 1990 con il Lecce. In Salento, una promozione in Serie A e due salvezze sono il suo bilancio con i giallorossi.

### Dirigente
Dopo numerosi anni al Monza come direttore generale, Terraneo approda, dopo una piccola parentesi al Como, il 21 agosto 1998 alla Lazio, voluto dall'allora diggì biancoceleste Julio Velasco per ricoprire la carica di direttore sportivo.
Dopo due anni va a ricoprire il ruolo di direttore tecnico all'Inter, dove di fatto agisce da "braccio destro" del responsabile dell'area tecnica Gabriele Oriali; sulla sponda nerazzurra di Milano porta a compimento alcuni acquisti di spessore, come quelli di Clarence Seedorf e Fabio Cannavaro.
Negli anni ha curato molto i rapporti internazionali, legandosi al tecnico alsaziano Arsène Wenger e collaborando con gli spagnoli del Barcellona. Dal maggio del 2015 fino a marzo del 2016 ricopre il ruolo di direttore tecnico dei turchi del Fenerbahçe. Dall'aprile 2018 è consulente tecnico della squadra inglese del West Bromwich.

## Palmarès

### Giocatore

#### Competizioni nazionali
- Coppa Italia Semiprofessionisti: 1

Monza: 1974-1975
- Campionato italiano Serie C: 1

Monza: 1975-1976 (Girone A)

#### Competizioni internazionali
- Coppa Anglo-Italiana: 1

Monza: 1976